# Sie Will Mich
Sie Will Mich jest pierwszym singlem promującym album pod tytułem Goldständer niemieckiego rapera B-Tight.

## Zawartość singla Sie Will Mich
1. Sie Will Mich - Original
2. Sie Will Mich - Markus Lange Mix
3. Sie will mich - Tai Jason RMX
4. Niemals normal
5. Schattenseiten